# 直播生活
《直播生活》是沈阳广播电视台的一档民生新闻类节目，开播于2001年。起初在沈阳电视台生活频道（即后来的沈视购物频道，现已停播）播出，2004年起迁至沈阳电视台综合频道（即如今的辽宁广播电视台经济频道）播出。

## 各档节目播出时间
- 直播生活主档：（直播）18：00 、（重播）次日早6：50

- 直播生活·早高峰：（直播）6:45

- 直播生活·面对面：（首播）11：10、（重播）次日 5：50

- 直播生活·晚高峰：（首播）16：40